# داریا اسواتکووسکایا
داریا اسواتکووسکایا (به انگلیسی: Daria Svatkovskaya) ژیمناست زادهٔ ۴ دسامبر ۱۹۹۶ میلادی اهل کشور روسیه است.